# Province de Larecaja
Larecaja est une province dans le département de La Paz, en Bolivie.